# Jordi Muñoz i Mendoza
Jordi Muñoz i Mendoza (València, 1979) és un politòleg valencià.
Establert a Barcelona des de 1997, es va doctorar en Ciències Polítiques per la Universitat Pompeu Fabra. Va començar com a investigador post-doctoral a la Universitat Autònoma de Barcelona, i des de 2014 treballa com a professor al Departament de Ciències Polítiques de la Universitat de Barcelona, on actualment és professor agregat.  Ha realitzat estades de recerca a universitats com Göteborg (2012), Yale (2007-2008) i Essex (2004 i 2005).
Muñoz s'ha especialitzat en l'estudi empíric de les actituds i preferències polítiques, i és un expert en enquestes, demoscòpia i tractament de dades. Forma part del grup «Democràcia, eleccions i ciutadania». La seva línia de recerca es basa en comportaments polític i política comparada.
Ha publicat a revistes com Comparative Political Studies, European Political Science Review, Electoral Studies, European Union Politics, Nations and Nationalism, Ethnic and Racial Studies i Regional & Federal Studies i col·labora amb diversos mitjans de comunicació. Entre 2021 i 2024 fou director del Centre d'Estudis d'Opinió, en substitució de Jordi Argelaguet, el qual feia 10 anys que estava al càrrec. El setembre del 2024 fou rellevat en el càrrec pel politòleg Joan Rodríguez Teruel.

## Publicacions
- Principi de realitat. Una proposta per a l'endemà del Procés (L'Avenç, 2020)[8]
- La construcción política de la identidad española: ¿del nacionalcatolicismo al patriotismo democrático? (Centre d'Investigacions Sociològiques, Premi de l'Associació espanyola de ciències polítiques a la millor obra de 2011-2012)